# Лліам Вебстер
Лліам Вебстер (англ. Lliam Webster; народився 19 лютого 1986 у м. Мельбурн, Австралія) — австралійський хокеїст, нападник. Виступає за «Мельбурн Айс» в Австралійській хокейній лізі. 
Виступав за команди: «Мельбурн Джетс», «Мельбурн Айс», «Спорт» (Вааса), «Ганновер Пфердетум Тауерс».
У складі національної збірної Австралії учасник чемпіонатів світу 2004 (дивізіон II), 2005 (дивізіон II), 2006 (дивізіон II), 2007 (дивізіон II), 2008 (дивізіон II), 2009 (дивізіон I), 2010 (дивізіон II) і 2011 (дивізіон II). У складі юніорської збірної Австралії учасник чемпіонату Азії та Океанії 2001 і чемпіонату світу 2003 (дивізіон III).